# ПФК ЦСКА (София)
ПФК ЦСКА София (абревиатура от Професионален футболен клуб „Централен спортен клуб на армията“ София, изговаря се цѐ сѐ ка̀) е най-титулуваният български футболен отбор от София.
ЦСКА София е 31 пъти шампион на България (национален рекорд), носител е на 21 Национални купи на България и 4 Суперкупи. От създаването си на 5 май 1948 г. ЦСКА участва във всички елитни шампионати на България с изключение на сезон 2015/16, когато се състезава във В група.
Със своите 2 полуфинала в турнира за Купата на европейските шампиони и 1 за Купата на носителите на национални купи ЦСКА е и най-успешният български отбор в европейските клубни турнири, като заема 60-о място, най-предно от всички български представители, в класацията на най-добрите европейски отбори за XX век на Международната федерация за футболна история и статистика. Добива и прозвището „убиец на европейски шампиони“ заради отстраняването на три европейски шампиони – АФК „Аякс“ през 1974 г., ФК „Нотингам Форест“ през 1981 г. и ФК „Ливърпул“ през 1982 г.
Цветовете на отбора са червено и бяло. Играе домакинските си мачовете на стадион „Българска армия“ с капацитет от 22 995 места. Най-големият съперник на ЦСКА е ПФК „Левски“ (София), като мачовете между двата тима се наричат вечно дерби.

## История

### Създаване и златно десетилетие на Крум Милев
Отборът е създаден на 5 май 1948 година след обединението на „Септември“ (София) с военния клуб ЦДВ под името „Септември при ЦДВ“. Новият отбор заема мястото на „Септември“ в първенството. На финала „Септември при ЦДВ“ среща „Левски“ и след загуба с 1:2 в първата среща и победа с 3:1 във втората печели първата си титла. Решителният втори мач се играе на 9 септември 1948 г., а съставът на „армейците“ е: Стефан Геренски, Борислав Футеков, Манол Манолов – Симолията, Димитър Цветков, Никола Алексиев, Нако Чакмаков, Димитър Миланов, Стойне Минев, Стефан Божков, Никола Божилов и Кирил Богданов.
В своя първи сезон в новосъздадената А група „Септември при ЦДВ“ завършва на второ място. За треньор на отбора е назначен Крум Милев. През същата година започва реконструкцията на стадион „Народна армия“, на който армейците играят своите мачове.
През лятото на 1949 г. отборът на „Септември“ се отделя като самостоятелна единица, а армейският отбор е преименуван на „Централен дом на народната войска“ (ЦДНВ). Сезон 1949/50 започва нормално, но след изиграването на три кръга от есенния дял то е прекратено заради реорганизация на физкултурното движение в България по съветски модел. Създаден е турнир за определяне на софийските участници за сезон 1950, в който първите пет отбора се класират. След края на турнира ЦДНВ остава на 6 място. С решение на спортната секция на МНО на мястото на армейския „Ботев“ (Пловдив) се създава сборен отбор с най-силните футболисти от ЦДНВ, „Ботев“, „Черно море“, „Сливен“ и други армейски тимове. Името на обединения отбор е „Народна войска“. Тимът отново завършва на второ място след „Динамо“.
От следващия сезон отборът е наследен от софийския армейски отбор ЦДНВ, а другите армейски тимове започват от по-ниски дивизии. През 1953 г. отборът отново е прекръстен – този път на „Отбор на софийския гарнизон“, като по-голямата част от титулярните му футболисти са задължени да играят само в националния отбор на България, който през първия полусезон на вътрешното първенство участва в него с цел обиграване за предстоящите световни квалификации за Швейцария '54.
През 1954 г. ОСГ вече се нарича „Централен дом на народната армия“ (ЦДНА), а периодът 1954 – 1962 е най-успешният, тъй като армейският отбор печели 9 поредни титли. През 1956 г. ЦДНА се включва във второто издание на новосъздадения турнир КЕШ, като достига четвъртфиналите.
На 9 октомври 1963 г. ЦДНА е обединен с „Червено знаме“ в ЦСКА „Червено знаме“. Централният дом на народната армия вече не е свързан с отбора, който бива поет от Министерството на народната отбрана. ЦСКА остава на 3 място след пловдивските „Спартак“ и „Ботев“. През следващия сезон ЦСКА записва най-лошото си представяне в историята, като остава на 11 място в крайното класиране. Знаменитият треньор Крум Милев е освободен след края на първенството, а ЦСКА остава без титла до 1966 г.

### Първи полуфинал в европейските клубни турнири
През сезон 1966/67 ЦСКА достига до полуфинал за КЕШ, след като последователно елиминира „Слиема Уондърърс“, „Олимпиакос“, „Гурник“ и „Линфийлд“. Жребият отрежда за полуфинала среща с италианския „Интер“ и след две равенства с по 1:1 по тогавашния регламент трябва да се играе трета среща, в която „Гранде Интер“ побеждава в Болоня с 1:0 и продължава към финала.
През лятото на 1967 г. отборът печели престижен международен турнир в чест на краля на Мароко Мохамед V. На ЦСКА е връчена огромна 100-килограмова купа, която първоначално българските митничари отказват да допуснат в страната.
През 1968 г. ЦСКА отново е обединен със „Септември“ (София) и започва да се нарича ЦСКА „Септемврийско знаме“. В редиците на „армейците“ от Берое е привлечен Петър Жеков, който дублира голмайсторския си приз със старозагорци и става първият българин със „Златна обувка“.
През 1970-те години ЦСКА добива популярност и на европейската сцена. От 1971 г. до 1973 г. армейците печелят 3 последователни титли, а през ноември 1973 г. отстраняват двукратния европейски шампион „Аякс“ с общ резултат 2:1 (0:1 като гост и 2:0 като домакин в реванша). На четвъртфинала ЦСКА отпада от „Байерн“ след 1:4 в Германия и 2:1 в България.

### Втори полуфинал в европейските клубни турнири
80-те години са изключително успешни за ЦСКА. Те започват с четири поредни титли във вътрешното първенство. На европейско ниво е отстранен еврошампиона „Нотингам“ след две победи с по 1:0. „Армейците“ са спрени за втория си полуфинал от бъдещия шампион „Ливърпул“.
Това обаче се случва през следващия сезон, като в първия кръг ЦСКА се изправя срещу испанския „Реал“ (Сосиедад), който по онова време изживява най-силния период в историята си. Червените не се стряскат от името на съперника си и след минимална победа в София и реми в Испания го отстраняват. Така за първи и единствен път български тим отстранява шампион на Испания в европейските турнири. Следващият противник е северноирландският „Гленторан“, който въпреки че е победен с 2:0 в България, успява да заличи пасива си в редовното време в ответния двубой и чак в продълженията българите бележат гол, който ги класира. На четвъртфинала съперник отново е „Ливърпул“. След 0:1 в първия мач в Англия Стойчо Младенов вкарва два гола за ЦСКА в реванша и ЦСКА пише една от златните страници в своята история. За втора поредна година е елиминиран действащият европейски шампион. На полуфинала срещу „Байерн“ армейците повеждат на „Армията“ с 3:0 до 18 минута, но в крайна сметка мачът завършва 4:3 в полза на ЦСКА. При гостуването си в Мюнхен „червените“ са разгромени с 0:4.

### Разформироването
Един от най-скандалните мачове в историята на ЦСКА е финалът за Купата на България на 19 юни 1985 г. на Националния стадион срещу вечния съперник „Левски-Спартак“. Мачът е съпътстван от многобройни спорни съдийски отсъждания и грубости от страна на футболистите и на двата отбора. Напрежението ескалира към края на първото полувреме. След грубо влизане на Костадин Янчев в краката на Емил Спасов вторият започва да души футболиста на „армейците“. В схватката се включва и младата червена надежда Христо Стоичков. Заформя се меле сред футболистите, при което реферът Аспарух Ясенов дава червени картони на Янчев и Спасов. В крайна сметка ЦСКА печели двубоя с 2:1, но купата им е отнета след решение на ЦК на БКП.
Двата отбора са разформировани, а Стоичков и няколко играча на Левски–Спартак са отстранени от спорта завинаги. Няколко месеца по-късно всички наказания са отменени и на наказаните футболисти е разрешено да продължат спортната си кариера, но ЦСКА е прекръстен на „Средец“, а „Левски-Спартак“ – на „Витоша“. През 1987 г. към „Средец“ е добавена абревиатурата ЦФКА – Централен футболен клуб на армията.

### Триото „Стоичков–Пенев–Костадинов“
Решението за разформироването на клуба е изживяно тежко – не може да се разчита на редица ключови играчи от предходните сезони. През декември 1985 г. за треньор е назначен Димитър Пенев и въпреки че титлата остава мираж, трофей все пак е спечелен – Купата на Съветската армия след победа с 2:0 на финала срещу Локо (София) с голове на младите звезди Христо Стоичков и Любослав Пенев. Те заедно с Емил Костадинов формират ново атомно трио в атаката на „червените“. През следващите четири сезона ЦФКА „Средец“ е безапелационен в три от тях. През 1989 г. Стоичков печели „Златна обувка“ със своите 38 гола в първенството и става вторият футболист на ЦСКА с приза. Същият сезон червените постигат требъл.
Представянето е успешно и на международната сцена, като в турнира за КНК армейците елиминират „Интер“ (Братислава), „Панатинайкос“ и „Рода“. Особено драматично е елиминирането на холандците на четвъртфинала. Двата отбора си разменят по една победа с по 2:1, но при дузпите вратарят Илия Вълов е над всички и донася успеха. На полуфинала ЦФКА пада два пъти от „Барселона“ на Йохан Кройф с 2:4 и 1:2, а геният на холандския футбол забелязва Христо Стоичков, отбелязал и трите гола за българите и решава да го вземе в Барселона, което се случва 12 месеца по-късно.
Следващият сезон продължава с пълна червена доминация. През есента на 1989 г. е записана победа с 5:0 над вечния съперник „Левски“, а Стоичков вкарва четири попадения. По този повод в следващото дерби той излиза с фланелка с номер 4. През пролетта на 1990 г. „армейците“ най-накрая си връщат името ЦСКА.

### Смутни времена
Без атомното трио и след един неуспешен сезон на президентския пост е избран Валентин Михов. ЦСКА купува едни от най-конвертируемите български футболисти като Йордан Лечков, Ивайло Андонов и Стойчо Стоилов. Въпреки хаоса в клуба заради лобитата на ветераните, военните и феновете „червените“ печелят титлата. Засилва се въртележката на играчи, а някои трансфери по връщането на прогонени звезди разсмиват конкуренцията. На 1 юни 1994 г. шефът на „Мултигруп“ Илия Павлов печели председателското място на ЦСКА срещу Николай Гигов, но спонсорството му не е достатъчно за преодоляване на лошото управление. Само за един сезон са сменени петима треньори, а Цветан Йончев води отбора само за един ден. На европейска сцена армейците побеждават „Ювентус“ с 3:2 в първия кръг на Купата на УЕФА, но впоследствие победата е отменена заради нередовна картотека на Петър Михтарски за евротурнирите.
През лятото на 1995 г. ЦСКА прави силна селекция, като в отбора е събран близо половината Младежки национален отбор на България. През януари 1996 г. за треньор е назначен Георги Василев, който преди това е печелил три титли – 1 с „Етър“ и 2 с „Левски“. Василев налага специфичния си стил на игра и успява да донесе дубъл през сезон 1996/97, но изключително странно бива освободен след победа над „Спартак“ (Плевен) с 3:0.
В навечерието на 50-годишнината на ЦСКА в отбора се завръщат Христо Стоичков, Емил Костадинов и Трифон Иванов. ЦСКА губи катастрофално от Левски с 0:5 финала за Купата на България. Стоичков играе само в 4 мача и напуска точно преди следващото дерби с Левски, завършило 3:3. След края на сезона за треньор на отбора отново е назначен Димитър Пенев. „Червените“ се представят силно в турнира за Купата на УЕФА, елиминирайки три съперника, но остават едва на пето място в Шампионата. През тази кампания в състава са наложени Мартин Петров, Стилиян Петров, Димитър Бербатов и Владимир Манчев.
След приемането на нов закон за спорта клубовете са длъжни да се преобразуват в акционерни дружества. Въпреки че първоначално за президент на ЦСКА е избран Любослав Пенев, в края на 1999 г. бизнесменът Васил Божков става мажоритарен собственик. В първенството „червените“ на моменти изостават на 9 точки от „Левски“, но успяват да съкратят разликата до 2 преди решителния двубой за титлата на стадион „Георги Аспарухов“. Мачът протича под превъзходството на ЦСКА, като Бербатов прави няколко сериозни пропуска, но гол в последната минута на Георги Иванов – Гонзо осигурява титлата на вечния враг.
Следващите два сезона също не донасят нова титла на „Армията“ въпреки назначаването на реномирани италиански специалисти. Енрико Катуци успява да съживи отбора и „армейците“ играят атрактивен и резултатен футбол, но остават втори. Луиджи Симони пък заменя клубната легенда Аспарух Никодимов, при който ЦСКА играе много силно за Купата на УЕФА и отстранява Шахтьор (Донецк), но и той не успява да постигне успех.

### Стойчо Младенов и нов възход
След няколкото провала през 2002 г. за треньор е назначен Стойчо Младенов, а в редиците на „армейците“ са привлечени едни от най-добрите български таланти в момента – Емил Гъргоров и Велизар Димитров. С тях отборът записва рекордните 13 поредни победи от 13 кръга през есента в първенството. В крайна сметка ЦСКА стига без проблем до титлата, която е първа от 1997 г. насам. С идеята за атака на Шампионската лига са привлечени за 3 млн. долара бразилците Лео Лима и Родриго Соуса, но двамата скоропостижно напускат под претекст, че не са им изплатени две заплати. Впоследствие ФИФА решава, че те са в правото си да напуснат. Следва драматично отпадане за Купата на УЕФА от Торпедо (Москва) и треньорът Младенов е освободен.
Сезон 2004/05 започва доста противоречиво и отборът се движи на приливи и отливи. През зимната пауза е назначен сърбинът Миодраг Йешич и е привлечен халфът Беноа Кое. Въпреки че Йешич е принуден цяла пролет да играе в нападение единствено с Евгени Йорданов, тимът редува икономични победи с по 1:0, а триумфът във „Вечното дерби“ след гол на Христо Янев от дузпа широко отваря вратите към 30-ата титла.
През лятото ЦСКА записва нова победа срещу актуален европейски шампион – 1:0 на Анфийлд срещу стария познайник „Ливърпул“. Големият удар е през септември, когато на два пъти с по 1:0 е победен „Леверкузен“ с Димитър Бербатов в състава си и така ЦСКА за първи път заиграва в групова фаза на европейски турнир. До зимната пауза на сезон 2005/06 ЦСКА изпреварва в класирането „Левски“ със 7 точки. През пролетта обаче преднината е стопена и „червените“ остават втори. Президентът Васил Божков обвинява за това Йешич и го освобождава, а някои фенове обвиняват Божков. Бизнесменът обявява и че ще ограничи финансирането и през следващия сезон ЦСКА няма да се бори за първото място. През декември 2006 г. той продава акциите си на индийския бизнесмен Прамод Митал. Александър Томов става президент и дава нови надежди за титла. Но след няколко несполуки ЦСКА изостава фатално от „Левски“. В резултат на това на треньорския пост е върнат Стойчо Младенов след 3 години и половина пауза.
В началото на сезон 2007/08 ЦСКА прави мащабна селекция за над 2 млн. евро. Отборът стартира слабо и отпада от френския Тулуза в ЕКТ и от Локо (Пд) за Купата на България. Но в първенството „армейците“ са безапелационни, печелят титлата 3 кръга преди края, завършват без загуба и на 16 точки пред вечния враг Левски.
Голямата драма е в края на май 2008 г., когато Лицензионната комисия към БФС отказва лиценз на отбора за ЕКТ поради задължения към Вихрен и НАП. От ръководството обжалват решението, но апелативната комисия потвърждава отказа. На 5 юни 2008 г. президентът Томов подава оставка, а временно за президент е избран Емил Костадинов. Назначена е спешна разпродажба на играчи, но европейското участие е пропуснато и то от един от най-силните състави на червените през XXI век.

### Смяна на собственост и изхвърляне във В група
След напускането на много футболисти ЦСКА все пак получава лиценз за А и отборът се движи първи със значителна бройка млади играчи. През декември 2008 г. е подписан предварителният договор за продажбата на акциите на Титан АС. През пролетта „червените“ правят девет поредни победи и титлата е вече на хоризонта, когато отборът, изненадващо за всички, се срива в последните мачове и в крайна сметка остава на второ място след загуби във „Вечното дерби“ (0:2), срещу Черно море и Литекс.
През 2009/10 ЦСКА за първи път участва в групите на Лига Европа, след като в плейофа е отстранен Динамо (Москва). Паметни остават двата сблъсъка с руснаците, в които „армейците“ показват превъзходна игра и надиграват с 2:1 в реванша в Москва пълния със звезди съперник – първа победа на български отбор над руски в историята. През 2010/11 ЦСКА печели Купата на България след победа над Славия с гол на Спас Делев, а след това и Суперкупата на България, надигравайки шампиона Литекс пред 25 000 зрители.
През следващия сезон от Б група се изкачва феноменът Лудогорец на крупния магнат Кирил Домусчиев. ЦСКА е лидер, но разградчани успяват да съкратят преднината на „червените“ на само 2 точки. Така се стига до последния кръг, в който „армейците“ гостуват в Разград, но губят с 0:1, а с това и титлата.
Следват няколко сезона, в които ЦСКА е далеч от първото място, като някои фенове обвиняват собствениците в непрестанната смяна на треньори и всеобща неразбория. През юни 2013 г. е обявено, че „Титан“ ще прехвърли акциите на Христо Стоичков. Непосредствено преди тегленето на жребия за европейските клубни турнири ЦСКА се отказва от участие. Този ход на ръководството е продиктуван от предстоящо сливане на ЦСКА и Литекс. Сделката обаче пропада поради излизането наяве на огромни задължения на „червените“ и собственикът на Литекс Гриша Ганчев се отказва официално. На 5 август 2013 г. собственик на ЦСКА става люксембургската компания „Лира Инвестмънт“, а Александър Томов се завръща като президент.
Пролетта на 2015 г. е една от най-тежните в цялата история на клуба. ЦСКА буквално се срива и месеци наред не успява дори да отбележи гол. Извън терена събитията са още по-драматични – въпреки обещанията, че ще бъде осигурен лиценз и нормално завършване на сезона, това не се случва. Така на 31 май става ясно, че ЦСКА няма да играе професионален футбол през следващия сезон, а от ръководството в прав текст обявяват, че фалитът на акционерното дружество е единственият изход от ситуацията. В края на май Лицензионната комисия към БФС отказва лиценз на отбора за ЕКТ, а на 1 юни и Апелативната комисия отказва такъв за А група. Феновете провеждат множество срещи с настоящите собственици, с бившия собственик на отбора Васил Божков и с Гриша Ганчев, за да молят за подкрепа от тях. В крайна сметка „червените“ са принудени да започнат първенството две нива по-надолу от В група за първи път в своята история.

### Най-нова история
На 2 юни 2016 г. Литекс, Чавдар (Етрополе) и ЦСКА се обединяват в ПФК ЦСКА–София АД, а като собственици в търговския регистър са вписани Христо Стоичков, Юлиян Инджов и Гриша Ганчев. На 7 юни БФС обявява, че това юридическо лице е подало документи за участие в новосформираната Първа професионална футболна лига като ЦСКА (София).
В първите си четири поредни сезона след завръщането си червените завършват неизменно на второ място след Лудогорец. През 2018/19 червените се завръщат в Европа и изиграват общо 6 мача.
След като през 2019/20 г. ЦСКА губи финала срещу Локомотив (Пловдив), в следващото издание на турнира „армейците триумфират след 1:0 над Арда. В първенството обаче титлата отново остава мираж.
В свое решение от 2020 г. ФИФА посочва ПФК ЦСКА (София) като наследник на фалиралото дружество ПФК ЦСКА.
През есента на 2021 г. ЦСКА успява да се класира за груповата фаза на дебютното издание на Лигата на конференциите след драматичен успех с 3:0 в реванша срещу „Виктория“ (Пилзен).

### Решение на ДК на ФИФА
В свое (решение 150851 PST) от 12-февруари-2020 г ДК на ФИФА констатира:
27. След като взе предвид всичко гореизложено и въз основа на информацията и документацията, с която разполага, членът на комисията решава да подкрепи заключенията на председателя и заместник-председателя на Дисциплинарната комисия и счита, че няма друга алтернатива, освен да заключи, че новият клуб, ПФК ЦСКА-София, трябва да се счита за спортния наследник на първоначалния длъжник, ПФК ЦСКА София.

### Решение на КАС
В свое решение (CAS 2020/A/6941) от 10-ноември-2021 КАС констатира: ....
84. В резултат на това съставът потвърждава констатациите на обжалваното решение, че Вторият Ответник ПФК ЦСКА (София) е спортният наследник на ЦСКА, предприятието, което е било работодател на жалбоподателя и страната, осъдена с решението на FIFA DRC от 21-май-2015 да плати определени суми ...
....
НА ТАЗИ ОСНОВА Арбитражният съд по спорта постановява, че:
1. Жалбата, подадена от Юнес Бенжелун на 14 април 2020 г. срещу решението на Дисциплинарната комисия на ФИФА, взето на 12 февруари 2020 г, се уважава.
2. Решението, издадено на 12 февруари 2020 г. от Дисциплинарната комисия на ФИФА, се отменя и се заменя със следното решение:
"1. ПФК ЦСКА-София бидейки спортния наследник на ПФК ЦСКА София, се признава за виновен за това, че не е изпълнил изцяло решението, прието от Камарата за разрешаване на спорове на ФИФА на 21 май 2015 г., съгласно което ПФК ЦСКА София е осъден да заплати на Юнес Бенжелун следните суми: а) неизплатени парични суми в размер на 51 566 евро плюс 5% годишна лихва до датата на ефективното плащане, както следва: .... "

## Наименования
- Септември при ЦДВ (1948 – 1949)
- ЦДНВ (1949 – 1950)
- Народна войска (1950 – 1951)
- ЦДНВ (1951 – 1952)
- ЦДНА (1952 – 1953)
- ОСГ (1953)
- ЦДНА (1953 – 1963)
- ЦСКА „Червено знаме“ (1963 – 1969)
- ЦСКА „Септемврийско знаме“ (1969 – 1985)
- Средец (1985 – 1987)
- ЦФКА „Средец“ (1987 – 1989)
- ЦСКА (от 1989 г.)

## Успехи
Първа лига
- Шампион (31) – 1948, 1951, 1952, 1954, 1955, 1956, 1957, 1958, 1958/59, 1959/60, 1960/61, 1961/62, 1965/66, 1968/69, 1970/71, 1971/72, 1972/73, 1974/75, 1975/76, 1979/80, 1980/81, 1981/82, 1982/83, 1986/87, 1988/89, 1989/90, 1991/92, 1996/97, 2002/03, 2004/05, 2007/08

Югозападна В група
- 1 място (1) – 2015/16

Национална купа на България
- Носител (21) – 1951, 1954, 1955, 1960/61, 1964/65, 1968/69, 1971/72, 1972/73, 1973/74, 1982/83, 1984/85, 1986/87, 1987/88, 1988/89, 1992/93, 1996/97, 1998/99, 2005/06, 2010/11, 2015/16, 2020/21

Суперкупа на България
- Носител на Суперкупата (4) – 1989, 2006, 2008, 2011

Шампионска лига
- Полуфиналист (2) – 1966/67, 1981/82

Купа на носителите на национални купи
- Полуфиналист (1) – 1988/89

## Стадион
Стадион „Българска армия“ е клубният стадион на ЦСКА. Намира се в Борисовата градина, в центъра на София. Първоначално на това място е било разположено игрището на АС-23. В периода 1965 – 1967 е извършена основна реконструкция, а през 1982 г. на стадиона е поставено и електрическо осветление. През 2000 г. стадионът е оборудван с нова озвучителна уредба „Динакорд“ – 48 kW. През лятото на 2016 г. изцяло е подменено тревното покритие и са изградени нова поливна и дренажна система.
Към 2005 г. има 22 015 седящи места, разпределени в четири сектора – сектор А (6417 места), сектор Б (4889 места), сектор В (5689 места) и сектор Г (5020 места). Покритите места на стадиона са 2100. Игралното поле е с дължина 105 м и ширина 66 м. Освен футболния терен спортният комплекс включва тенис кортове, баскетболна зала и лекоатлетическа писта, зали за пресконференции и за ветераните и музей на славата.

## Емблема
След обединението на ЦДВ и „Септември“ е избрана нова емблема – три кръга, наложени един върху друг, с цветове бяло-зелено-бяло. В най-външния са разположени житни класове, символ на плодородието и успеха. В центъра на емблемата е поставена червена петолъчка, символ на военната мощ и войната. В емблемата присъства и прегъната на четири места лента с надпис „ЦДВ“. В периода 1948 – 1962 единствено е сменяно името на върху лентата след различните преименувания.
След обединението с „Червено знаме“ житните класове са заменени с дъбови листа, символ на силата и издръжливостта. Зеленият кръг вече е с цветовете на българския трибагреник, а под лентата е добавено съкращението ЧЗ („Червено знаме“). През 1964 г. се появява вариант на емблемата, в който дъбовите листа са уголемени, а съкращението ЧЗ е заменено от „Червено знаме“.
През 1968 г. е извършена нова промяна след обединението със „Септември“. Премахнат е зеленият кръг, като негово място са сложени дъбовите листа, а вместо тях се появява червен (или бял) полукръг с надпис „Септемврийско знаме“. Червената лента вече завършва с българския трибагреник. В същото време за евротурнирите се използва различна емблема, представляваща червен щит с петолъчка в горния край. В средата на щита пише ФК ЦСКА, а под надписа са разположени четири вертикални червени райета с футболна топка върху тях.
След скандала с разформироването е измислена изцяло нова емблема, представляваща щит с крепостни бойници в горната част. В горната част има надпис „ФК“, а в долната – „Средец“. В средата на емблемата е разположена голяма буква „с“, в чийто център има петолъчка, обгърната с кръг. Тази емблема е използвана официално до 1989 г.
През 1987 г. се появява нова емблема на СК ЦСКА, използвана неофициално и от футболния клуб ЦФКА „Средец“, представляваща щит, в чиято горна част има надпис „ЦСКА“, а под него е вписан друг щит с надпис „футболен клуб“. Под втория надпис два изправени лъва държат футболна топка. В краката им стоят надписите „София“ и „1948“. През 1989 г. след отделянето на Септември се появява нова емблема, стилизирана от предишни. В бял кръг с червен кант са вписани в полукръг шест дъбови листа, обрамчващи червена петолъчка. В долната част на емблемата има червена лента, прегъната на четири места, завършваща с българския трибагреник. В лентата има надпис „ЦСКА“, а под нея – годината 1948.
След падането на комунистическия режим в България е решено да се използва неофициалният модел от 1987 г., тъй като червената петолъчка в нея тогава се свързва с комунистическото управление.
През 1999 г. със смяната на ръководството и обособяването на ЦСКА в акционерно дружество временно се използва емблемата на ЦСКА „Септемврийско знаме“ от 1968 г. с изключение на надписа „Септемврийско знаме“, а впоследствие за официална емблема е приета създадената през 1989 г., която е възприета от всички отбори, членуващи в ОСК ЦСКА (София). През 2005 г. след спечелване на рекордната 30 титла към емблемата са добавени 3 златни звезди. През 2017 г. по случай 70-ата годишнина от създаването на клуба емблемата е обновена с юбилеен дизайн.
- „Септември при ЦДВ“ (1948 – 1949)
- ЦДНВ (1950 – 1953)
- ЦДНА (1954 – 1962)
- ЦСКА „Червено знаме“ (1962 – 1968)
- ЦСКА „Червено знаме“ (вариант) (1964 – 1968)
- ЦСКА „Червено знаме“ (вариант) (1965 – 1968)
- ЦСКА „Септемврийско знаме“ (1968 – 1985)
- ЦСКА „Септемврийско знаме“ (вариант) (1968 – 1985)
- ЦСКА „Септемврийско знаме“ (вариант за евротурнирите) (1968 – 1985)
- „Средец“ и ЦФКА „Средец“ (1985 – 1989)
- ЦСКА (1987 – 1988) и (1990 – 1998)
- ЦСКА (1989) и (1999 – 2005)
- ЦСКА (1999)
- ЦСКА (2005 – 2017)
- ЦСКА (2017 – 2018)
- ЦСКА (2018 – 2019)

## Настоящ състав
Към 19 август 2025 г.

## Ръководни фактори

### Настоящо ръководство
|  | Име                                                            | Длъжност                 |
|  | -------------------------------------------------------------- | ------------------------ |
|  | Фондация „Национален Фонд за Спорт, Култура, Изкуство и Наука“ | Собственик               |
|  | Данаил Илиев                                                   | Президент                |
|  | Димитър Пенев                                                  | Почетен президент        |
|  | Радослав Златков                                               | Изпълнителен директор    |
|  | Бойко Величков                                                 | Спортен директор         |
|  | Няма                                                           | Административен директор |
|  | Михаил Александров                                             | Технически директор      |
|  | Няма                                                           | Директор комуникации     |
|  | Костадин Ангелов                                               | Директор на академията   |
|  | Петър Стоянов                                                  | Финансов директор        |
|  | Няма                                                           | Международен отдел       |

### Управителен съвет
|  | Име             | Длъжност   |
|  | --------------- | ---------- |
|  | Христо Стоичков | Член на УС |
|  | Данаил Илиев    | Член на УС |
|  | Ангел Борисов   | Член на УС |

### Селекционен съвет
|  | Име               | Длъжност     |
|  | ----------------- | ------------ |
|  | Методи Томанов    | Главен скаут |
|  | Галин Иванов      | Скаут        |
|  | Цветомир Валериев | Скаут        |

### Съвет на директорите
|  | Име               | Длъжност              |
|  | ----------------- | --------------------- |
|  | Ангел Борисов     | Председател           |
|  | Десислава Иванова | Зам. председател      |
|  | Радослав Златков  | Изпълнителен директор |

### Технически щаб
|  | Име                | Длъжност             |
|  | ------------------ | -------------------- |
|  | Душан Керкез       | Старши треньор       |
|  | Рафаел Ферейра     | Помощник треньор     |
|  | Милован Сикимич    | Помощник треньор     |
|  | Драган Сретениевич | Треньор на вратарите |
|  | Игор Делибашич     | Кондиционен треньор  |
|  | Илиян Митрев       | Кондиционен треньор  |
|  | Мартин Митов       | Анализатор           |
|  | Мартин Стоянов     | Анализатор           |
|  | Полина Хаджиянкова | Психолог             |
|  | Орландо Морера     | Технически сътрудник |
|  | д-р Георги Илиев   | Доктор               |
|  | Иван Христов       | Физиотерапевт        |
|  | Станислав Кръстев  | Физиотерапевт        |
|  | Алекс Младенов     | Физиотерапевт        |
|  | Костадин Цветков   | Диетолог             |
|  | Методи Томанов     | Главен скаут         |
|  | Виктор Игнатов     | Пресаташе            |
|  | Стойко Сакалиев    | Администратор        |
|  | Димитър Вутов      | Администратор        |
|  | Петър Занев        | Координатор          |
|  | Добри Димов        | Домакин              |

## Спонсори
| От                | До                | Спосор      | Забележка                                                         |
| ----------------- | ----------------- | ----------- | ----------------------------------------------------------------- |
| 1989 г.           | 1990 г.           | КОМКО       | транспортна фирма, подразделение на Вили Бец                      |
| 1990 г.           | 1996 г.           | Синтофарм   | фармацевтична компания                                            |
| 1996 г.           | 1999 г.           | Мултигруп   | инвестиционна компания                                            |
| есен 2001 г.      | есен 2001 г.      | Синтофарм   | само в Купата на УЕФА                                             |
| есен 2003 г.      | есен 2003 г.      | Трансимпекс | само в Шампионска лига и Купата на УЕФА, фирма за маркови облекла |
| септември 2005 г. | май 2008 г.       | Вивател     | мобилен оператор                                                  |
| юни 2008 г.       | август 2009 г.    | без спонсор |                                                                   |
| септември 2009 г. | септември 2013 г. | Глобул      | мобилен оператор                                                  |
| септември 2016 г. | 26 юни 2021 г.    | А1          | мобилен оператор                                                  |
| 26 юни 2021 г.    |                   | Уинбет      | онлайн букмейкър                                                  |

## Цветове и екипи

### Цветове
От създаването си досега е прието основният цвят на екипите на ЦСКА да е червен. Като втори цвят с течение на времето се отделя бялото, като в определени периоди то временно замества червеното като основен. През годините е използван и черният цвят (предимно за трети екипи и в гостувания).

### Екипи
- Български продукт (1919 – 1975)
- Адидас (1975 – 1983)
- Пума (1983 – 1985)
- Адидас (1985 – 1991)
- АБМ (1991 – 1992)
- Умбро (1991 – 1992)
- Ереа (1992 – 1995)
- Лото (1995 – 1996)
- Пума (1996 – 2000)
- Найк (2000 – 2001)
- Лото (2001 – 2003)
- Асикс (2003 – 2004)
- Улшпорт (2004 – 2011)
- Капа (2011 – 2012)
- Легеа (2012 – 2015)
- Лото (2015 – 2016)
- Адидас (2016 – 2022)
- Макрон (2022 –)

## Други домашни и международни успехи
През годините ЦСКА е печелил многобройни реномирани приятелски международни турнири. ЦСКА е отстранявал и отбори като „Динамо“ (Букурещ) (8:1 и 2:3), „Ювентус“ (4:1 и 0:2), „Партизан“ (2:1 и 4:1), „Олимпиакос“ (3:1 и 0:1), „Панатинайкос“ (2:1 и 2:0, 2:0 и 1:0), „Реал Сосиедад“ (1:0 и 0:0), „Монако“ (0:0 и 2:0, 2:2 и 2:1), „Спарта“ (Прага) (2:2 и 3:0), „Рода“ (2:1 и 1:2, 4:3 след дузпи), „Парма“ (0:0 и 1:1), „Шахтьор“ (Донецк) (3:0 и 1:2), „Леверкузен“ (1:0 и 1:0), „Базел“ (3:1) и „Виктория“ (Пилзен) (0:2 и 3:0). ЦСКА е побеждавал и „Атлетико“ (Мадрид) (1:0), „Байерн“ (2:1, 4:3), „Борусия“ (Дортмунд) (4:2), „Валенсия“ (2:1), „Аустрия“ (Виена) (3:2) и „Рома“ (3:1). Балансът от участието на ЦСКА в европейските клубни турнири към август 2010 г. от 214 мача е 83 победи, 46 равни и 85 загуби при голова разлика 308:291.

### Неофициални успехи
Купа на Съветската армия
- Носител (4 пъти) – 1984/85, 1985/86, 1988/89 и 1989/90

Купа на Народна република България
- Носител (1 път) – 1980/81

### Приятелски турнири
- Първа лятна спартакиада на Спортения комитет на дружеските армии в Лайпциг – 1957
- Международен футболен турнир в Пхенян – 1963
- Турнир в чест на краля на Мароко Мохамед V – 1967
- Международен турнир „Палма де Майорка“ – 1970 и 1971
- Турнир в чест на 35-годишнината от основаването на Сао Пауло – 1971
- Международен турнир „Реал (Сарагоса)“ в Испания – 1973 и 1977
- Турнир „Валенсия“ в Испания – 1976
- Международен турнир „Купа на мира“ в Кот д`Ивоар – 1979
- XI турнир в Севиля – 1982
- Златна купа „Перлата на Италия“ – 1984
- Купа на съюза на спортните журналисти в Сплит – 1984
- Футболна купа на Ер Те Ел – 1989
- Международен турнир „Коста Азул“ в Сетубал – 1989 и 1991
- Купа „Плейстейшън“ – 2002, 2005, 2006 и 2007
- УЕФА Купа на Пего – 2008

### Турнири за ветерани
- Международен турнир в зала в Саарбрюкен – 2001, 2002 и 2003
- Балкански турнир за ветерани в Коринто – 2002

## Почетна листа

### Най-много мачове
| №  | Име               | Период                              | Мачове |
| -- | ----------------- | ----------------------------------- | ------ |
| 1  | Борис Гаганелов   | 1960 – 1974                         | 350    |
| 2  | Иван Зафиров      | 1962 – 1966 1968 – 1981             | 340    |
| 3  | Димитър Пенев     | 1964 – 1977                         | 329    |
| 4  | Иван Колев        | 1950 1952 – 1967                    | 304    |
| 5  | Аспарух Никодимов | 1964 – 1975                         | 296    |
| 6  | Панайот Панайотов | 1950 – 1964                         | 294    |
| 7  | Тодор Янчев       | 2000 – 2005 2007 – 2013 2013 – 2014 | 290    |
| 8  | Димитър Якимов    | 1960 – 1974                         | 287    |
| 9  | Георги Велинов    | 1978 – 1987 1991 – 1992             | 271    |
| 10 | Божил Колев       | 1970 – 1979                         | 254    |

### Най-много голове
| №  | Име             | Период                  | Голове |
| -- | --------------- | ----------------------- | ------ |
| 1  | Петър Жеков     | 1968 – 1975             | 144    |
| 2  | Димитър Якимов  | 1960 – 1974             | 141    |
| 3  | Никола Цанев    | 1959 – 1970             | 118    |
| 4  | Спас Джевизов   | 1976 – 1984             | 96     |
| 5  | Иван Колев      | 1950 1952 – 1967        | 92     |
| 6  | Димитър Миланов | 1948 – 1960             | 87     |
| 7  | Ивайло Андонов  | 1991 – 1994 1996 – 1998 | 85     |
| 8  | Христо Стоичков | 1985 – 1990             | 83     |
| 8  | Любослав Пенев  | 1984 – 1989 2000 – 2001 | 83     |
| 10 | Стойчо Младенов | 1980 – 1986             | 80     |

## Привърженици

### Фенклубове
Като един от най-популярните клубове в България, привържениците на „червените“ са организирани във „Фенклуб „Сектор Г“ и над 798 други фенклуба в страната и чужбина с над 180 000 члена. Фенклубове на ЦСКА има в Гърция, Австрия, Англия, Аржентина, Армения, Беларус, Германия, Испания, Италия, Канада, Китай, Северна Македония, Румъния, Русия, САЩ, Сърбия, Уругвай, Франция, Хонконг, Швейцария и Швеция.

### Известни привърженици
- Азис – певец[42]
- Волен Сидеров – политик[43]
- Георги Анастасов – политик[43]
- Веселин Вучков – политик[43]
- Неофит Български – патриарх[44]
- Ники Кънчев – журналист и ТВ водещ[45]
- Стефан Данаилов – актьор[43]
- Хамид Хамид – политик[43]
- Цветан Цветанов – политик[43]

## Известни футболисти
ЦСКА е произвел и обиграл едни от най-добрите български футболисти, донесли на клуба и на България огромни успехи, както във вътрешни, така и на международни първенства. На олимпийските игри в Мелбърн през 1956 г. българският олимпийски отбор печели бронзовите отличия. Съставът включва Георги Найденов, Кирил Ракаров, Манол Манолов – Симолията, Никола Ковачев – Тулата, Стефан Божков, Гаврил Стоянов, Димитър Миланов, Георги Димитров – Червения, Панайот Панайотов, Крум Янев и Иван Колев. На олимпийските игри в Мексико през 1968 г. българският олимпийски отбор печели сребърните медали. Армейски футболисти в състава са: Стоян Йорданов, Иван Зафиров, Кирил Станков, Петър Жеков и Аспарух Никодимов. Четвъртото място в света през 1994 г. би било невъзможно без участието на Христо Стоичков, Емил Костадинов, Йордан Лечков, Любослав Пенев, Трифон Иванов, Георги Георгиев и Ивайло Андонов и старши треньора Димитър Пенев.
В класацията на футболните специалисти (треньори, играчи и журналисти) за Най-добър футболист на България за XX век сред първите десет са петима играчи на ЦСКА: Христо Стоичков (2 място), Димитър Якимов (4-ти), Иван Колев (7-и), Димитър Пенев (8-и) и Емил Костадинов (9-и). Трима от тях са в челната десетка и в класацията на футболните фенове: Стоичков (2-ри), Якимов (3-ти) и Костадинов (10-и).
Призът „Футболист № 1 на България“ в историята е връчван 16 пъти на червени футболисти: Стефан Божков (1955), Иван Колев (1956, 1962), Манол Манолов – Симолията (1958), Георги Найденов (1959, 1961), Димитър Пенев (1967, 1971), Георги Велинов (1981), Радослав Здравков (1982), Стойчо Младенов (1983), Георги Димитров – Джеки (1985), Любослав Пенев (1988), Христо Стоичков (1989, 1990) и Кирил Десподов (2018).
- Адалберт Зафиров
- Александър Тунчев
- Антон Недялков
- Аспарух Никодимов
- Беноа Кое
- Валентин Илиев
- Велизар Димитров
- Георги Божков
- Георги Велинов
- Георги Георгиев
- Георги Денев
- Георги Димитров – Джеки
- Георги Илиев – Майкъла
- Георги Найденов
- Димитър Бербатов
- Димитър Миланов
- Димитър Пенев
- Димитър Якимов
- Емил Гъргоров
- Емил Костадинов
- Иван Иванов
- Иван Колев
- Йордан Лечков
- Йордан Тодоров
- Кирил Десподов
- Красимир Безински
- Кристиян Малинов
- Крум Янев
- Любослав Пенев
- Манол Манолов – Симолията
- Маркиньос
- Мартин Петров
- Ней
- Никола Ковачев – Тулата
- Петър Жеков
- Радослав Здравков
- Рубен Пинто
- Стефан Божков
- Стилиян Петров
- Стойко Сакалиев
- Стойчо Младенов
- Стоян Йорданов
- Тодор Янчев
- Трифон Иванов
- Фернандо Каранга
- Христо Стоичков
- Христо Янев
- Цветан Йончев